# Listă de blindate românești în cel de-al Doilea Război Mondial

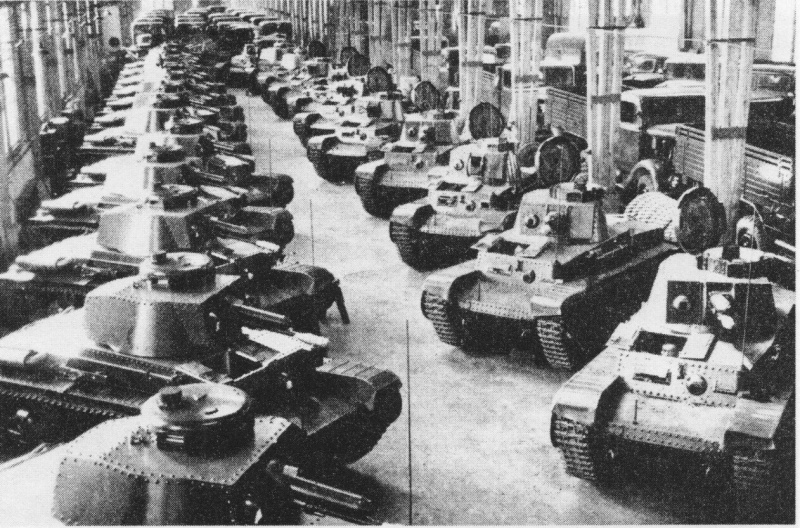
Tancuri R-2 în februarie 1939, înainte de a fi livrate României de către fabrica Skoda.

Următoarea listă conține blindate create cât și folosite de către România în cel de-al Doilea Război Mondial.

## Create de România
| Model                  | Imagine             | Origine             | Tip                 | Cantitate                                                                                |                     |                     |
| Vânători de tancuri    | Vânători de tancuri | Vânători de tancuri | Vânători de tancuri | Vânători de tancuri                                                                      | Vânători de tancuri | Vânători de tancuri |
| ---------------------- | ------------------- | ------------------- | ------------------- | ---------------------------------------------------------------------------------------- | ------------------- | ------------------- |
| Mareșal                |                     | România             | Vânător de tancuri  | 6 prototipuri                                                                            |                     |                     |
| TACAM R-2              |                     | România             | Vânător de tancuri  | 20 + 1 prototip                                                                          |                     |                     |
| TACAM T-60             |                     | România             | Vânător de tancuri  | 34                                                                                       |                     |                     |
| Vânătorul de care R-35 |                     | România             | Vânător de tancuri  | 30                                                                                       |                     |                     |
| Șenilete               |                     |                     |                     |                                                                                          |                     |                     |
| Malaxa UE              |                     | România             | Șeniletă            | 126                                                                                      |                     |                     |
| Șenileta T-1           |                     | România             | Șeniletă            | 5 prototipuri                                                                            |                     |                     |
| Autoblindate           |                     |                     |                     |                                                                                          |                     |                     |
| AB md. 1941            |                     | România             | Autoblindat         | 1 prototip                                                                               |                     |                     |
| Tanchete               |                     |                     |                     |                                                                                          |                     |                     |
| R-1-a                  |                     | România             | Tanchetă            | 1 prototip (numit R-1-a). Restul vehiculelor de acest fel au fost create de cehoslovaci. |                     |                     |

## Folosite, dar nu create de către România

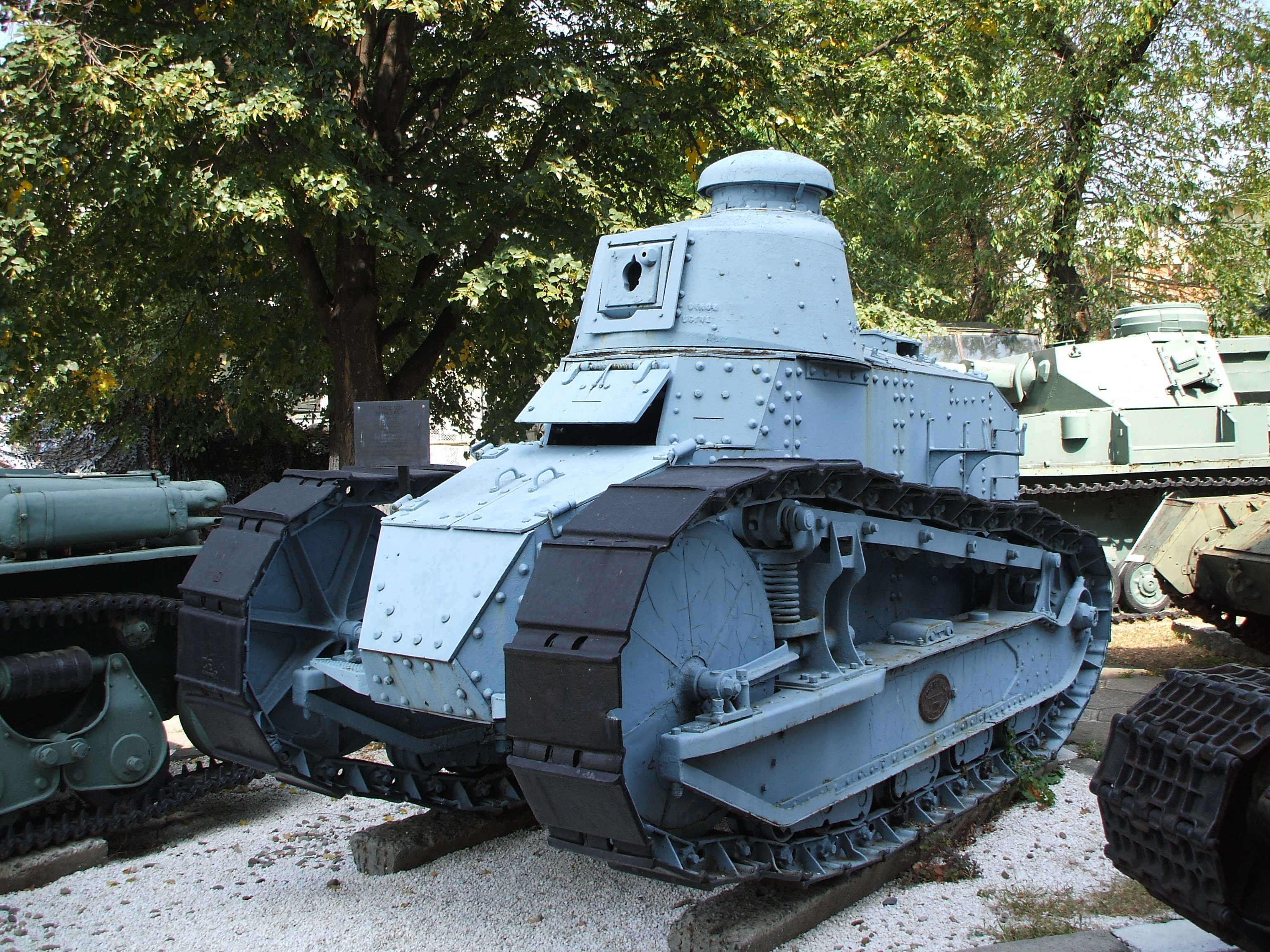
Renault FT-17 expus la Muzeul Militar Național din București.

România a folosit următoarele blindate: Șenileta Renault UE, R-1, R-2, Renault R-35, T-38, T-3, T-4, Hetzer (2 capturate), 43M Zrínyi (1 capturat), Komsomoleț T-20, Renault FT-17 (nefolosit, dar în dotarea armatei), TAs, SdKfz 250, SdKfz 251, AB, Autoblinda 41, OA vz. 27, OA vz. 30

## Proiecte propuse
- R-3
- TACAM R-1
- TACAM T-38

## Modificări propuse vehiculelor românești
- Flakpanzer Mareșal: Propunere germană pentru o versiune anti-aeriană a Mareșalului, armată cu două tunuri anti-aeriene de 37 mm.

## Galerie de imagini

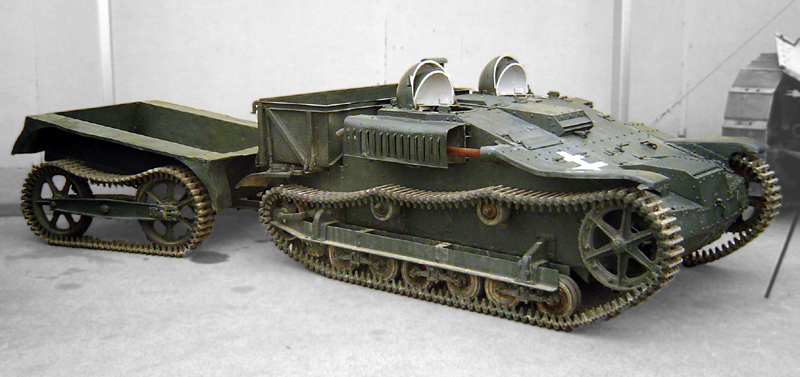
Șenileta Renault UE (fabricată şi în România)
TACAM T-60
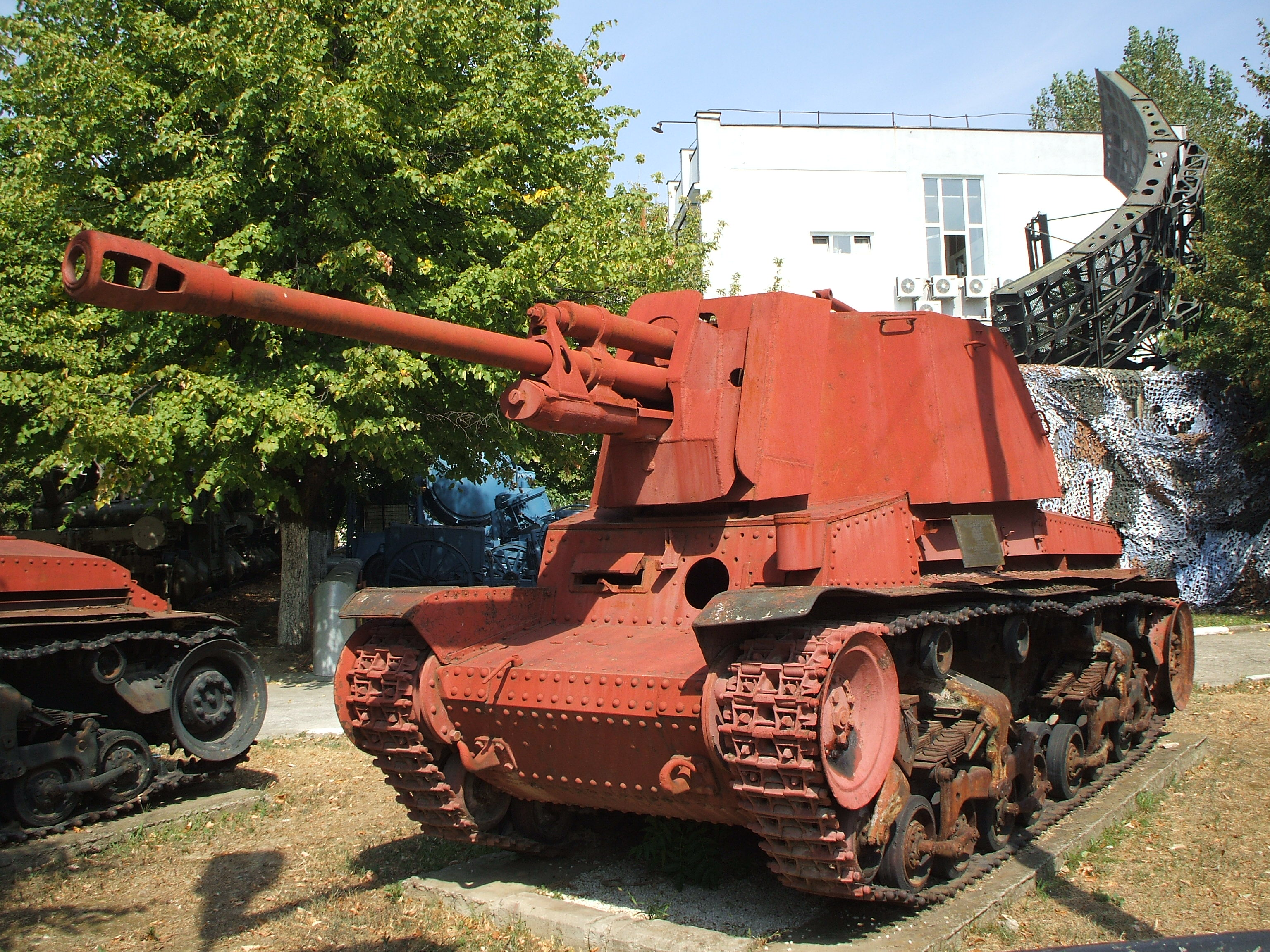
TACAM R-2
Vânătorul de care R-35